# Der Tod in Rom

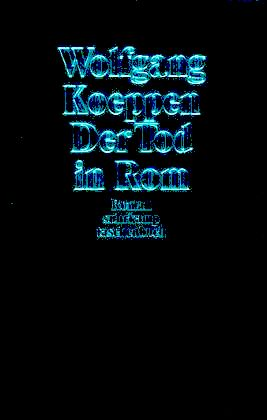
Taschenbuchausgabe

Der Tod in Rom  ist der Titel eines 1954 publizierten Romans und das dritte Werk der sogenannten Trilogie des Scheiterns von Wolfgang Koeppen. In episodenhaften Sequenzen wird vom dreitägigen Treffen zweier Familien mit nationalsozialistischer Vergangenheit und ihren opponierenden Söhnen in Rom Anfang der 1950er Jahre erzählt.
Wie Tauben im Gras gilt der Roman nicht nur wegen der Thematik, sondern auch wegen des an Mustern der Montagetechnik und des inneren Monologs moderner Romane orientierten Aufbaus als bedeutendes Werk der Nachkriegsliteratur.

## Inhalt

### Überblick
Koeppens Roman spielt an drei Tagen in der Nachkriegszeit, Anfang der 1950er Jahre und handelt von einem Zusammentreffen der Familien Pfaffrath und Judejahn in Rom. Friedrich Wilhelm Pfaffrath reist mit Frau Anna, Schwägerin Eva und Sohn Dietrich an. Während der Zeit des Nationalsozialismus war er Regierungsrat. Bei der Entnazifizierung nach dem Krieg als Mitläufer eingestuft, weil er nicht an Verbrechen beteiligt war, wurde er im neuen demokratischen Staat zum Oberbürgermeister seiner Stadt gewählt. Er will mit seinem bisher verschollenen Schwager Gottlieb Judejahn die Möglichkeiten von dessen Rückkehr nach Deutschland beraten. Judajahn war als SS-General wegen Kriegsverbrechen bei den Nürnberger Prozessen zum Tod verurteilt worden, konnte sich aber zuvor in ein arabisches Land absetzen und half dort beim Aufbau des Militärs. Seinen Romaufenthalt verbindet er mit Waffengeschäften.
Die Eltern Pfaffrath und Judajahn erfahren in Rom von der Anwesenheit ihrer Söhne Siegfried Pfaffrath und Adolf Judejahn, die den Kontakt zu ihnen abgebrochen haben: Siegfried ist in der Stadt, um die Premiere seiner Zwölfton-Symphonie unter Leitung des aus Nazi-Deutschland emigrierten Dirigenten Kürenberg zu erleben. Dessen jüdischer Schwiegervater Aufhäuser wurde in Pfaffraths Stadt nach einem Pogrom inhaftiert und erschlagen. Seine Tochter Ilse, Kürenbergers Frau, trifft während des Konzertes auf ihre ehemaligen nationalsozialistischen Mitbürger und deren opponierende Söhne. Während Siegfried Gespräche mit seinen Verwandten ablehnt, will Adolf Priester werden, um seinen Eltern ihre Sünden vergeben zu können und sie vor Gottes Verdammung zu retten.
Der Roman ist mit einander abwechselnden und teils ineinanderfließenden Parallelhandlungen aufgebaut. Der erste Teil erzählt die getrennten Aktionen, Gespräche und, in inneren Monologen bzw. einer Art Bewusstseinsstrom, assoziativen Gedanken der Protagonisten: Im zweiten Romanteil werden die Handlungsstränge zusammengeführt: in Judejahns Hotel, beim Konzert und anschließend in einer Homosexuellen-Bar. Während Siegfrieds Symphonie mit einem Preis ausgezeichnet wird, eskaliert die Judejahn-Handlung mit dem Bar-Mädchen Laura. In einem Stundenhotel will er in seiner wirren Vermischung der Gegenwart mit seinem sadistischen Beute-Frauen-Bild aus seiner SS-Kriegsvergangenheit die vermeintliche Jüdin Laura erschießen, tötet aber die Jüdin Ilse Kürenberg.

### Vorgeschichte
Die Protagonisten der älteren Genration waren Unterstützer oder maßgebliche Träger des nationalsozialistischen Systems in Deutschland: Gottlieb Judejahn vertritt noch zur Handlungszeit des Romans die nationalsozialistische Ideologie und die Rassentheorie, die er im Zweiten Weltkrieg als SS-Offizier in Italien als Befehlsempfänger brutal umsetzte. Den übergeordneten Hierarchien gehorchen und den disziplinierten Untergegebenen befehlen sind seine Prinzipien. Ziel ist die Weltherrschaft der nordischen Rasse in einem faschistischen totalitären Führersystem. Bereits zuvor hat er sich nach dem Ersten Weltkrieg bei einem Freikorps der Reichswehr gegen die Spartakisten und beim Kapp-Putsch und als NS-Standartenführer profiliert. Nach Kriegsende konnte er sich in ein von den USA militärisch unterstütztes arabisches Land absetzen, dem er als Organisator beim Aufbau eines disziplinierten Heeres und bei Waffenbeschaffungen dient. Da er in Abwesenheit bei den Nürnberger Prozessen wegen Kriegsverbrechen zum Tod verurteilt wurde, lebt er Inkognito im Ausland und gilt als verschollen.
Erst nach einigen Jahren nahm er wieder Kontakt zu seiner Familie auf. An seinem Menschenbild und seiner Vorstellung von der Überlegenheit der nordischen Rasse hat sich nichts geändert und er hofft auf eine Revanche für die seiner Meinung nach unverdiente Niederlage. Seine Frau Eva vertritt wie ihr Mann die nationalsozialistische Ideologie und das ganze Programm und betrauert den Untergang Großdeutschlands und den Tod Hitlers noch mehr als den Verlust ihres Mannes. Diese Überzeugung war die Grundlage ihrer Ehe und deshalb sieht sie keinen Sinn in deren Weiterführung nach dem Auftauchen ihres Mannes und kleidet sich schwarz.
Nach der Kooperation der USA mit Deutschland in der Zeit des Kalten Krieges glaubt Judehahns Schwager Friedrich Wilhelm Pfaffrath, die Gelegenheit seiner Rückkehr sei gekommen. Pfaffrath war als Regierungspräsident an den nationalsozialistischen Aktionen, z. B. den „Judenboykotttagen“, nicht aktiv beteiligt, hat sie aber auch nicht verhindert. Bei einem dieser Ausschreitungen wurden das Kaufhaus des Juden Aufhäuser abgebrannt und der Besitzer inhaftiert. Kürenberg, Generalmusikdirektor an der Stadtoper und Ehemann von Aufhäusers Tochter Ilse, bat Pfaffrath um Unterstützung bei der Freilassung. Pfaffrath gab ihm jedoch den Rat, an seine Karriere zu denken und sich scheiden zu lassen. Aufhäuser wurde während seiner Haft erschlagen und Kürenberg emigrierte mit Ilse. Bei der Entnazifizierung nach Kriegsende wurde Pfaffrath als Mitläufer eingestuft und nach seinem Bekenntnis zur Demokratie zum Oberbürgermeister gewählt. Aber hinter dieser Fassade ist er, wie zuvor, von der starken Persönlichkeit seines Schwagers und dessen Hoffnung auf einen Wiederaufstieg der Nation beeindruckt.
Die Söhne Pfaffraths und Judejahns, Siegfried und Adolf, besuchten beide als „Junker“ eine NS-Ordensburg. Um dem Indoktrinationssystem zu entkommen, meldete sich Siegfried zur Wehrmacht, geriet in englische Kriegsgefangenschaft und erarbeitete sich mit Unterstützung des nach England emigrierten Musikdirektors Kürenberg die Zwölfton-Musik für seine Kompositionen. Adolf trainierte in den letzten Kriegstagen für den Volkssturm, begegnete nach deren Auflösung befreiten KZ-Häftlingen und entschied sich aus Reue dafür, Priester zu werden.

### Die Protagonisten
Die Handlungen konzentrieren sich im Wesentlichen auf drei Personen bzw. Personengruppen:
Gottlieb Judejahn verbindet sein Familientreffen in Rom mit Waffengeschäften für den arabischen Staat, wohnt in einem standesgemäßen Botschafter- und Ministerhotel, zu dem er sich mit dem Botschaftswagen kutschieren lässt. Da ihm die Begegnung mit der Familie und die Verbindungen seines zivilen Schwagers, dem er sich als Soldat immer erhaben gefühlt hat, für die Organisation seine Rückkehr nach Deutschland peinlich ist, verschiebt er den Termin auf den nächsten Tag und schaut sich zuerst einmal die Stadt und die ihm aus der Besatzungszeit her bekannten Gebäude und Plätze an. Wie damals gilt sein Interesse nicht den kulturellen Denkmälern, sondern, wie es seinen Vorstellungen von einem auf Befehl ohne Gewissensbefragung auch brutale Handlungen und Exekutionen ausführenden Soldaten entspricht, Essen, Trinken und Sex mit Prostituierten einer untergeordneten Rasse. Um Macht, Krieg und Tod der Sieger und der Unterlegenen kreisen immer wieder seine Gedanken. Stationen auf seinem Rundgang sind Gasthäuser und Garküchen und eine Homosexuellenbar, an deren Kasse die schöne Laura mit ihrem aufmunternden Lächeln sitzt. Auf seinen Wegen denkt er mit Wehmut an seine große Soldatenvergangenheit für des Großdeutsche Reich, für dessen Untergang er Verrat und internationale Verschwörungen verantwortlich macht, und träumt von Revanche.
Ein zweiter Protagonist ist der Komponist Siegfried Pfaffrath, Judejahns Neffe, der sich von seiner Familie getrennt hat und wegen seiner Abneigung Frauenkörpern und der Zeugung von Kindern gegenüber seine homosexuelle pädophile Neigung einsam im Verborgenen lebt. In der Musik findet er einen Freiraum, in der er seine Probleme gestalten kann. Er zweifelt jedoch am Erfolg und am gesellschaftlichen Sinn seiner Arbeit, obwohl sein Entdecker Kürenberg Siegfrieds Begabung schätzt, ihm Mut zuspricht und von ihm eine neue noch nie gesprochene musikalische Sprache erwartet. „Sie mochte dem allgemeinen Gehör, das hinter dem schnellen Lauf der Zeit zurückgeblieben ist, schrecklich klingen; aber sie würde neue Kunde bringen […] für ein paar Menschen, die die neue Botschaft hören konnten“. Kürenberg glaubt, dass seine Musik „eine Funktion in der Welt hat“. Vielleicht werde „der Unverstand pfeifen“, aber er solle sich „nie von [seinem] Weg bringen“ lassen: „Versuchen Sie nie, Wünsche zu erfüllen. Enttäuschen sie den Abonnenten“. Aber er solle sich vor dem „berühmten Elfenbeinturm“ hüten. „[K]ein Leben für die Kunst! Gehen Sie auf die Straße. Lauschen Sie dem Tag!“ Aber bleiben Sie einsam! […] Experimentieren Sie mit allem, mit allem Glanz und allem Schmutz unserer Welt, mit Erniedrigung und Größe – vielleicht finden Sie einen neuen Klang!“
Durch einen Zeitungsartikel hat sein Cousin Adolf von Siegfrieds Aufenthalt in der Stadt erfahren und besucht ihn, um mit ihm sein familiäres Problem zu besprechen. Während Siegfried die Beziehung zu seinen Eltern abgebrochen hat, kann sich Adolf gedanklich nicht von der Jugendzeit trennen und leidet unter seiner Sozialisation und der Schuld der Eltern. Um für sich und sie die Vergebung Gottes zu erbitten und zu sühnen, will er Priester werden, denn nur mit dieser Weihe kann er die Absolution erteilen. Er sucht in der katholischen Kirche eine Autorität und Stütze und fürchtet zugleich, dass er sich in neue hierarchische Machtstrukturen einfügt, die mit den Faschisten stillschweigend kooperiert haben. Genau dies macht ihm Siegfried zum Vorwurf, der nur außerhalb von gesellschaftlichen Strukturen in der Einsamkeit seine Unabhängigkeit zu finden sucht. Aber für eine Karriere als Komponist braucht er, wie Kürenberg, Förderer und ihre Vernetzung, aber er wehrt sich gegen die Konventionen des Kulturbetriebs.
Eine dritte Personengruppe ist die Familie Pfaffrath, die sich im ersten Teil v. a. in ihrem einfachen, von deutschen Touristen bewohnten Hotel aufhält.

### Begegnungen
Im zweiten Teil werden die einzelnen Handlungsstränge miteinander verbunden. Judejahn empfängt am zweiten Tag in seinem Hotel Pfaffrat mit Frau Anna und Sohn Dietrich. Der Jurastudent hat, im Gegensatz zu seinem Bruder, mit der Vergangenheit seiner Eltern keine Probleme, passt sich wie diese gut der neuen Zeit an und baut in seiner Burschenschaft karrierefördernde Verbindungen auf. Eva kommt nicht mit zum Treffen mit ihrem Mann und bleibt die ganze Zeit in ihrem Hotel. Auf die Nachrichten von Adolfs Ausbildung zum Priester und von Siegfrieds kurz bevorstehender Symphonie-Premiere reagiert Judejahn wütend bzw. herablassend belustigt. In beiden ehemaligen Junkern sieht er Abweichler vom richtigen Weg.
Vor dem nächsten Zusammentreffen der Protagonisten im Konzert verlaufen ihre Aktionen parallel: Pfaffrath, Anna und Dietrich besuchen zusammen mit anderen Kriegstouristen das Kloster Monte Cassino und halten „ein fröhliches Picknick auf dem Schlachtfeld.“ Judejahn und Adolf besichtigen, unabhängig voneinander, die Engelsburg-Verließe und der Sohn beobachtet im untersten Keller, wo er für die Seelen der unbekannten Gefangenen betet, wie sein Vater „seine Notdurft in das Loch für den ärmsten Gefangenen [verrichtet]“. Zur selben Zeit, als er auf Adolf wartet, wird der homosexuell-pädophile Siegfried durch den Anblick eines schönen Knaben zu einem Badeschiff vor der Engelsburg gelockt und hat dort in einer Mischung aus Lust und Ekel Sex mit einem nach Tiberwasser stinkenen Strichjungen. Dabei hasst er sich in „Erinnerung und Schmerz“ an die Männerbünde seiner Vergangenheit, hat aber ein Freiheitsgefühl, seinen Neigungen gefolgt zu sein.
Judejahn trifft nach der Engelsburg-Besichtigung mit dem Waffenhändler Austerlitz und erhält von ihm eine Pistole als Muster. Anschließend sucht er nach einer Prostituierten, träumt von Frauen untergeordneter Rassen, „schwarz wie Ebenholz, welsch, vielleicht eine Jüdin […] eine Aussaugerin, eine Blutverderberin […]“ als Kriegsbeute. Vor der Homosexuellen-Bar sieht er die Kassiererin Laura, lädt sie zu einer Autofahrt in seinem Botschaftswagen ein und verabredet sich mit ihr für den Abend. Er erinnert sie mit seinem ausländischen großen schwarzen Auto an König Faruk oder an einen Pipeline-Magnaten und „das seltsame Wesen des neuen Freundes [verspricht] ihr viel“.
Während Judejahns Fahrt mit Laura diskutieren die beiden Cousins über ihre Lebensziele, Adolfs Religion, ihre nationalsozialistische Sozialisation und die Erfahrungen daraus. Adolf fühlt sich trotz der Verurteilung ihrer Ideologie den Eltern verpflichtet und will mit ihnen, in der Hoffnung, sie zur Sühne zu bekehren, ein Gespräch führen. Siegfried dagegen sieht in der Auseinandersetzung mit den alten Faschisten keinen Sinn. Auch glaubt er nicht daran, mit seiner Musik die Welt verändern zu können. „Aus Angst, aus Verzweiflung, aus bösen Gesichten, aus schrecklichen Träumen schreibe er Musik. Er stelle Fragen, rätsele, aber es gebe keine Antwort. Die Musik sei „ein geheimnisvoller Bau“. Wer in dem Bau sitze, könne sich „den Draußengebliebenen nicht mehr verständlich machen“. Die Musik sei nicht dazu da, „die Menschen zu ändern“, aber sie stehe „in Korrespondenz mit der gleichfalls geheimnisvollen Macht der Zeit“ und so könne sie „vielleicht mit der Zeit zu großen Veränderungen beitragen“. Siegfried schenkt Adolf seine Karte für das Konzert mit einem Logenplatz neben Ilse Kürenberg.
Eva Judejahn bekommt in ihrem Hotelzimmer Besuch von ihrem Sohn und ihrem Mann. Sie lebt in Trauerkleidung einer Fantasie-Welt der Nazi-Ideologie. Den Diakon Adolf sieht sie, wie ihr Mann, als Verräter, der zum Feind übergelaufen ist, aber auch ihrem Mann verzeiht sie nicht, dass er sich ins Ausland abgesetzt hat und nicht dem Führer nach Walhall gefolgt ist. Seinen Versprechungen, er werde nach seiner von Pfaffrath organisierten Rückkehr nach Deutschland, für die Wiederherstellung des Deutschen Reiches kämpfen, glaubt sie nicht. Aber sie folgt gehorsam seiner Anweisung, mit seinem Geld ausgestattet sofort Rom zu verlassen und nach Deutschland zurückzureisen.

#### Konzert
Am Abend treffen sich die Protagonisten im Konzerthaus und verfolgen zusammen mit der Kulturelite der Stadt und einem jungen studentischen Publikum die Premiere von Siegfrieds Symphonie. Die Reaktionen sind Interesse am Experiment, Ablehnung, Unverständnis, Ratlosigkeit und Suche nach Deutungen, wie bei Adolf. Applaus aus dem Parkett und Pfiffe von der Galerie halten sich die Waage. Siegfrieds Eltern sind verwundert, dass „eine entartete, erschreckend verdorbene und blind in den eigenen Untergang taumelnde Gesellschaft“ die quälende, dissonante und chaotische Musik ihres Sohnes feiert. Nach dem Konzert treffen alle in Kürenbergs Garderobe zusammen und gratulieren Siegfried, aber dieser sieht im Lob seine Freiheit bedroht und schämt sich seiner Familie und schämt sich auch, weil er sich seiner Familie schämt. Ilse Kürenberg empfindet diesen Auftritt als Gespenstererscheinung und verlässt den Raum. Sie mag Siegfrieds Musik nicht und die von ihrem Mann durch seine Beziehungen zu der Kunstbehörde und den Veranstaltern initiierte Verleihung des halben Musik-Kongress-Preises auf dem Kapitol an Siegfried freut sie nicht. Sie reflektiert: „[B]in ich angesteckt von […] der Gruppenfeindschaft, von dem brutalen Unsinn der Sippenhaftung […] bin ich gegen Siegfried und gegen seine Musik, weil er zu dieser Familie gehört? […] er hat sich von ihnen getrennt. Aber warum sehe ich die andern, wenn ich ihn sehe? […] Ich will keine Rache […] ich kann nicht ertragen, erinnert zu werden, […] er [aber] erinnert mich und ich sehe die Mörder.“ Mit dem Preisgeld will Siegfried nach Mogador reisen und dort eine schwarze Symphonie schreiben.

#### Der Tod in Rom
Nach dem Konzert treffen die Familienmitglieder in der Homosexuellen-Bar wieder aufeinander. Adolf verliebt sich in Laura. Siegfrieds will dem Diakon zu einer Freude verhelfen und lädt Laura ein, die Nacht mit ihnen zu verbringen. Diese ist neugierig auf den Geistlichen und seinen Umgang mit dem Zölibat und zieht die jungen Männer Judejahn vor. Die Verabredung mit ihm verschiebt sie auf den nächsten Tag. Siegfried, lässt die beiden am Bahnhof allein weitergehen, doch Adolf nutzt die Gelegenheit nicht, läuft weg in die Nacht hinein und beichtet am nächsten Morgen seine Gedankensünde.
Laura prostituiert sich mit meist älteren Männern, die sie mit Geschenken bezahlen, und nach der Enttäuschung mit dem jungen Diakon, der ihr gefallen hat, geht sie am nächsten Morgen mit Judejahn in Erwartung eines großzügigen Geschenkes in ein Stundenhotel in der Nähe des Bahnhofs. Der auf seinen Sohn eifersüchtige Judejahn sieht in seinen Halluzinationen in Laura eine römische Jüdin, vermischt dies mit Situationen aus seiner SS-Soldatenzeit als Eroberer und Herrscher über Beutefrauen, die er in seinem Hass bestrafen und liquidieren muss. So will er Laura mit der Pistole des Waffenhändlers erschießen. Er muss sich jedoch von seiner Erschöpfung nach dem brutalen Sex erholen, öffnet zum Luftholen das Fenster, sieht im Zimmer des gegenüberliegenden großen Hotels Ilse Kürenberg, „die Entkommene“, und erschießt sie. Dann läuft er zu den Diokletiansthermen und stirbt nach einem Schlaganfall. Adolf, der zur gleichen Zeit in der Nähe gebeichtet hat und im Museum verwirrt die kopflose Aphrodite Anadyomene betrachtet, holt einen Priester, der dem Bewusstlosen „bedingungsweise Lossprechung“ erteilt.
Judejahns Tod wird zur „Weltnachricht […] die aber niemand erschüttert[-]“.

## Form
- Wie Tauben im Gras, Koeppens erster Roman der Nachkriegstrilogie, ist Der Tod in Rom mosaikartig aufgebaut. Im ersten Teil verfolgt man die Aktionen und Gespräche der einzelnen Figuren in ihren Unterkünften und auf ihren Wegen durch die Stadt: u. a. die Siegfried Pfaffraths, der als einzige Figur in der Ich-Form spricht, und seines Cousins Adolf Judajahn. Weitere Handlungsstränge konzentrieren sich auf Gottlieb Judajahn, Kürenberg und seine jüdische Frau Ilse, Friedrich Wilhelm Pfaffrath, seine Frau Anna und ihren Sohn Dietrich sowie auf Judajahns Frau Eva. Diese miteinander abwechselnden Parallelhandlungen werden im zweiten Teil zunehmend miteinander vernetzt.
- Die Handlungen werden im fließenden Übergang von der Er-Perspektive in eingeschaltete auktoriale Informationen und in inneren Monologen bzw. einer Art Bewusstseinsstrom formulierten assoziativen Gedanken erzählt, z. B. der faschistische auf Revanche für die Niederlage zielende Gedankenapparat des SS-Mannes Judajahn: „Er näherte sich den Kaffeehäusern der Via Veneto und da saßen sie nun, nicht nur die missgeachteten Südländer, die Allerweltsländer saßen hier, spielten Friede auf Erden und beschmusten sich, die Entwurzelten, die Internationalen, die Unvölkischen, der goldene Treibsand, die nun auf Luftwegen unruhig und beutegierig hin und her eilenden Stadtbewohner, die hochnäsigen Aasgeier, die der deutschen Zucht und Ordnung entsprungen waren […] Schmutz, Pack, Juden und Judenknechte! Schimpfe speichelte wie grüne Galle in seinem Mund […] er blickte in eine ranglose ehrvergessene Welt.“[13]
- Als Vorbilder Koeppens sieht Reich Ranicki Joyce, Dos Passos, Faulkner, Proust und Döblin. Die „introspektive Erzählweise“ erinnere an Faulkner.[14]
- Häntzschel untersucht in seiner Interpretation die in der Forschung unterschiedlich bewertete Spiegelung der Wirklichkeit im Roman (s. Abschnitt Rezeption und Interpretation). Er verweist auf die zahlreichen komischen, lächerlichen, bizarren Szenen und Charakterisierungen und kommt zu dem Ergebnis, dass im Roman „nicht nur Vergangenheit und Gegenwart, sondern auch Ernst und Komik, ‚Tragödie‘ im Sinne von Unheil und Schrecken und ‚Satyrspiel‘ im Sinne eines grotesken Nachspiels zusammentreffen oder besser: zu einem neuen Spiel mit eigener Logik miteinander verschmolzen sind“. Als Beleg zitiert er Siegfrieds Kommentar, als dieser Adolf Judenjahn neben und llse Kürenberg in der Loge sitzen sieht: „Da die Tragödie geschehen war, musste das Satyrspiel beginnen“.[15] „Eine derartig provozierende Kombination des Heterogenen, des Abgründigen, Gewaltsamen und Grauenerregenden mit dem Komischen, Lächerlichen und Überraschenden“ sei unter dem Begriff des Grotesken bekannt: „[G]erade die in und mit der Groteske erzielte Verquickung heterogener Gesinnungen der unbelehrbaren Nazis und Antisemiten, der Mitläufer und Opportunisten, solcher, die den Nationalsozialismus zu verdrängen suchen, und derjenigen, die weiter an seinen Auswirkungen leiden und ihre Identität nicht finden können, gerade diese groteske Simultaneität ist dasjenige, was die Realität in der Restaurationsepoche charakterisiert. Insofern ist die Groteske ein getreues Abbild der Realität.“[16]

## Rezeption und Interpretation
Koeppens Der Tod in Rom, wie auch die beiden vorausgegangenen Romane, wurde von der „damals dominierenden Literaturkritik […] zwiespältig“, „genauso empört abgelehnt wie begeistert aufgenommen“, offenbar ein Zeichen dafür, mit der kritischen Bestandsaufnahme der jungen Bundesrepublik „den Nerv getroffen oder an Tabus gerührt zu haben“.
Im Mittelpunkt mehrerer Untersuchungen steht die Figur Judejahns: Cwojdrak sieht in ihm „eine realistische Verkörperung jener Brutalität und Borniertheit, die besonders dem deutschen Militarismus eigen sind“. Für Mitscherlich ist Judejahn die Verkörperung des autoritären Charakters. Während diese beiden Autoren im Roman die deutsche Wirklichkeit gespiegelt finden, sehen andere nur einen „Zerrspiegel“ oder kritisieren Koeppens „Manieriertheiten“. Tamms findet sogar, „[d]iesen perversen Gespensterreigen [könne] man nicht ernst nehmen.“
Im Gegensatz zu der, für viele Kritiker vergeblichen, Suche nach dem Spiegel der Wirklichkeit ordnet Häntzschel den Roman der „Grotesken“ zu: „[G]erade die in und mit der Groteske erzielte Verquickung heterogener Gesinnungen der unbelehrbaren Nazis und Antisemiten, der Mitläufer und Opportunisten, solcher, die den Nationalsozialismus zu verdrängen suchen, und derjenigen, die weiter an seinen Auswirkungen leiden und ihre Identität nicht finden können, gerade diese groteske Simultaneität ist dasjenige, was die Realität in der Restaurationsepoche charakterisiert. Insofern ist die Groteske ein getreues Abbild der Realität.“
Die Resonanz beim Lesepublikum war gering. Einen Hauptgrund sieht der Literaturkritiker Reich-Ranicki, der mit der Lektüre des Rom-Romans den Autor als „den modernste[n] unter den neueren deutschen Schriftstellern“ entdeckte,  in der für die damalige deutsche Literatur ungewöhnlichen komplizierten Montagetechnik, die bei der Rekonstruktion der Handlung viel Geduld erfordere. Das deutsche Publikum sei während der Zeit des Nationalsozialismus von diesen moderneren literarischen Strömungen abgeschnitten gewesen und in den 1950er Jahren noch nicht reif für solche Romane gewesen, die „allzu avantgardistisch“ wirkten. Joyce sei „damals in der Bundesrepublik nahezu unbekannt, Dos Passos nie populär gewesen oder schon wieder vergessen“. Aber Koeppen habe in seinen Romanen die Gefühle eingefangen, die viele Zeitgenossen betrafen: „diese Angst, dieses Leiden an der Nachkriegszeit. Er hatte sie offensichtlich genau getroffen. Ein großer Triumph für einen Schriftsteller.“ Es gelinge dem Autor in kurzen Szenen „schlaglichtartig den Zeitzustand zu beleuchten […] In einer ebenso transparenten wie expressionistisch-suggestiven Sprache w[ü]rden die vielschichtigen Empfindungen und Reaktionen der Personen nachgezeichnet.“
Ein weiterer Grund für die geringe Resonanz könnte in der „pessimistisch[n] Grundhaltung des Autors“ liegen, im „Gefühl der Ohnmacht, das kritische deutsche Intellektuelle angesichts der Beschönigung der Vergangenheit und des restaurativen Klimas in Deutschland in den fünfziger Jahren empfinden mussten“. Für Vogt tritt ca. 70 Jahre nach der Publikation die Frage in den Vordergrund, „aus welchen Gründen und auf welchen (politischen wie psychologischen) Wegen die unvollständig verdrängte Nazi-Vergangenheit in der Gegenwart wieder Fuß fassen konnte.“

## Ausgaben
- Wolfgang Koeppen: Der Tod in Rom. Roman. Scherz & Goverts, Stuttgart 1954. Spätere Taschenbuchausgabe: Suhrkamp, Frankfurt am Main.